# Nannygate
Als Nannygate wird in der US-amerikanischen Presse eine Affäre in den Vereinigten Staaten aus dem Jahr 1993 bezeichnet. Der Name wurde in Anlehnung an die Watergate-Affäre und den Ausdruck Nanny ‚Kindermädchen‘ gewählt.
Im Jahre 1993 sollte die Position des United States Attorney General (Generalbundesanwalt) neu besetzt werden. US-Präsident Bill Clinton hatte hierfür erstmals eine Frau vorgesehen. Er nominierte die Juristin Zoë Baird; diese hatte allerdings etwa zwei Jahre lang ein peruanisches Ehepaar in ihrem Haushalt beschäftigt, das sich illegal in den Vereinigten Staaten aufhielt; sie waren als Babysitter und als Chauffeur angestellt. Als dies in der Öffentlichkeit breit diskutiert wurde und sie die Unterstützung verlor, zog sich Baird zurück.
Auch die zweite Kandidatin für den Posten, Kimba Wood, deren Nominierung in Aussicht gestellt, aber noch nicht offiziell verkündet worden war, hatte – allerdings legal – einen illegalen Einwanderer zur Kinderbetreuung angestellt, kurz bevor ein entsprechendes Gesetz verabschiedet wurde, das eine solche Beschäftigung verbot. In der Folge wurde sie aufgefordert, ihre Bewerbung zurückzuziehen; dieser Aufforderung kam sie nach.
Über Charles Ruff, einen der wenigen Männer, die von Clinton für den Posten des Attorney General in Erwägung gezogen worden waren, kam heraus, dass er Sozialabgaben für die Beschäftigung seiner Putzfrau nicht entrichtet hatte. Ruff wurde nicht nominiert.
In der Folge kamen zahlreiche ähnliche Vorkommnisse zutage, darunter bei Ron Brown, Federico Peña, Barry Zigas und Warren Christopher.
Schließlich wurde am 11. Februar 1993 Janet Reno, eine unverheiratete, kinderlose Juristin, zum Attorney General nominiert und in der Folge ernannt. Sie trat als erste Frau in diesem Amt die Nachfolge von William Barr an und verblieb bis 2001 im Amt.
Als Folge von Nannygate wurde der Satz „Do you have a Zoë Baird problem?“ zu einem geflügelten Wort.